# 二磷酸腺苷
二磷酸腺苷（英語：adenosine diphosphate，ADP）又称腺苷二磷酸、腺苷焦磷酸（adenosine pyrophosphate，APP），是由腺苷和2个磷酸基团连接而成的一種核苷酸；它是在代謝中重要的有機化合物，並是在活細胞中的能量流動是至關重要的。一個ADP分子包括三個重要的結構組件：一個醣骨架連接到一個腺嘌呤分子和鍵結到核糖的5'碳原子上的兩個磷酸盐基團的分子。

## 生物能量學
ADP-ATP循環供給在生物系統中能量做所需要工作，是從一個源的能量轉移到另一個源的熱力學過程。

### 產生
當ATP分子的磷酸根水解斷裂時，會產生二磷酸腺苷，並釋放出7.3千卡每摩爾的能量。

### 功用
當ADP與磷酸基結合並獲得8千卡每摩爾的能量，可形成ATP。
備註:
- ATP：三磷酸腺苷，帶有三個磷酸根。
- ADP：二磷酸腺苷，帶有兩個磷酸根。
- AMP：單磷酸腺苷，帶有一個磷酸根。

## 細胞呼吸作用

### 分解代謝
糖酵解10步驟的分解代謝途徑是葡萄糖分解的自由能釋放的初始階段，可以分為兩個階段，準備階段和收穫階段。

糖酵解概述

### 氧化磷酸化

ATP-合成酶

### 糖酵解
糖酵解被所有活的生物體進行，包括10個步驟。

## 血小板的活化
在正常條件下，小圓盤狀的血小板在血液中自由地循環，而沒有彼此相互作用。 ADP存儲在血液中的血小板裡面的緻密體和在血小板活化後被釋放。 ADP與在血小板中找到的一個家族的ADP受體（P2Y1，P2Y12和P2X1）相互作用，從而導致血小板活化。
- P2Y1受體引發血小板聚集和形狀變化作為與ADP的相互作用的結果。
- P2Y12受體進一步放大反應ADP和引出聚集的完成。

在血液中，ADP被外生ADPases的作用下轉化為腺苷，通過腺苷受體進一步地抑制血小板活化。

### 核糖核苷酸
| 單磷酸腺苷 AMP | 二磷酸腺苷 ADP | 三磷酸腺苷 ATP |
| 單磷酸鳥苷 GMP | 二磷酸鳥苷 GDP | 三磷酸鳥苷 GTP |
| 單磷酸胸苷 TMP | 二磷酸胸苷 TDP | 三磷酸胸苷 TTP |
| 单磷酸尿苷 UMP | 二磷酸尿苷 UDP | 三磷酸尿苷 UTP |
| 單磷酸胞苷 CMP | 二磷酸胞苷 CDP | 三磷酸胞苷 CTP |

### 脫氧核糖核苷酸
| 單磷酸脫氧腺苷 dAMP | 二磷酸脫氧腺苷 dADP | 三磷酸脫氧腺苷 dATP |
| 單磷酸脫氧鳥苷 dGMP | 二磷酸脫氧鳥苷 dGDP | 三磷酸脫氧鳥苷 dGTP |
| 單磷酸脱氧胸苷 dTMP | 二磷酸脱氧胸苷 dTDP | 三磷酸脱氧胸苷 dTTP |
| 單磷酸脫氧尿苷 dUMP | 二磷酸脫氧尿苷 dUDP | 三磷酸脫氧尿苷 dUTP |
| 單磷酸脫氧胞苷 dCMP | 二磷酸脫氧胞苷 dCDP | 三磷酸脫氧胞苷 dCTP |